# CP série 9100
La série 9100 est une ancienne série d'autorails à voie métrique des CP, les chemins de fer portugais.
Comme pour la série 9300, les autorails de la série 9100 sont des versions plus courtes et adaptées à la voie métrique d'autorails à voie large, en l'occurrence, la série 0100. Les deux séries ont été achetées au constructeur suédois Nydqvist & Holm AB (mieux connu sous le nom Nohab).
Les 3 unités commandées sont entrées en service en 1949 sur la ligne Tâmega en remplacement de trains remorqués par des locomotives à vapeur. Ces autorails n'avaient que deux essieux. Du fait de problèmes de stabilité, ils ont été modifiés par la monte de deux bogies.
Le 7 juin 1998, les autorails 9101 et 9102 sont entrés en collision près de Fregim. Le 9101 a été retiré du service et a été utilisé pour fournir des pièces de rechange aux deux unités restantes. L'une des cabines a été conservée au Museu Nacional Ferroviário.
Ils ont été retirés du service en 2002 et remplacés par des autorails de la série 9500. La ligne de Tâmega a été fermée en 2009.

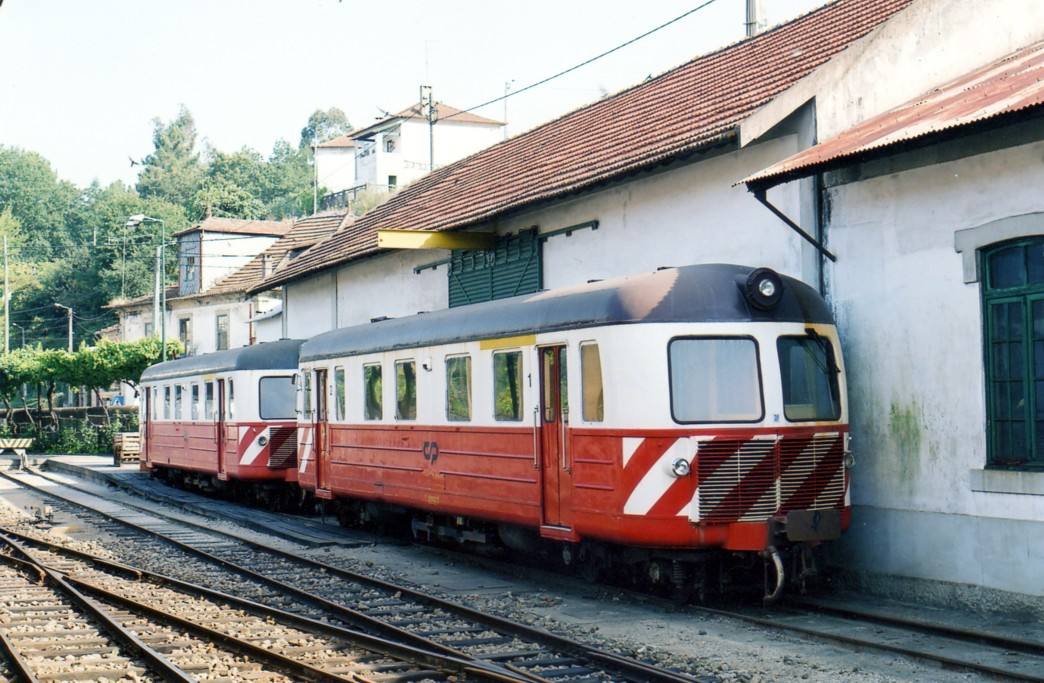
Les autorails 9102 et 9103 parqués à Livração en 2003.